# حسین فرهادپور
حسین فرهادپور (۱۳۱۷ – ۷ تیر ۱۳۸۲) موسیقی‌دان، نوازنده و آهنگساز اهل ایران بود.

## زندگی‌نامه
حسین فرهادپور در سال ۱۳۱۷ در خانواده‌ای هنرمند، در شهر نوشهر متولد شد. مادرش، پروین سلیمانی بازیگر سرشناس تئاتر، سینما و تلویزیون بود. وی از دوران کودکی به موسیقی گرایش داشت، به همین سبب در هنرستان موسیقی ملی به تحصیل موسیقی مشغول و در سال ۱۳۳۷ فارغ‌التحصیل شد. در آن زمان سرپرست هنرستان موسیقی ملی روح‌الله خالقی بود. از جمله استادان او می‌توان به: ابوالحسن صبا، محمود ذوالفنون، علی تجویدی، موسی معروفی، حسین دهلوی و مصطفی کمال پورتراب اشاره کرد. او همچنین نواختن تمبک را نزد حسین تهرانی آموخت.
حسین فرهادپور در سال ۱۳۳۹ پس از خاتمه خدمت سربازی به استخدام وزارت فرهنگ و هنر درآمد. وی با ارکستر فرامرز پایور نیز همکاری می‌کرد همچنین سرپرستی ارکستری را به عهده گرفت که در آن به غیر از ویلن و ویولا ساز قیچک یا غژک را که سازی محلی است، می‌نواخت. او ساز قیچک آلتو را نیز در محافل موسیقی اجرا و معرفی نمود. از او به عنوان اولین نوزاندهٔ قیچک که برای اجرای کنسرت به کشورهای اروپایی و آسیایی سفر کرده‌است یاد می‌کنند. وی با هنرمندان بسیاری همکاری کرده‌است که از آن میان به هنرمندان زیر می‌توان اشاره کرد:
هوشنگ ظریف، رحمت‌الله بدیعی، محمد اسماعیلی، حسن ناهید، پرویز مشکاتیان، «محمد دلنوازی»، «حسن منوچهری»، پروین صالح، «پروین شکالور» و …
فرهاد پور در سال ۱۳۶۱ مدرک لیسانس در رشته سازهای ملی و موسیقی ایرانی را اخذ نمود. او در حیطه آهنگسازی و موسیقی فیلم و سریال نیز فعالیت داشت.

## فعالیت‌های هنری
از جمله فعالیت‌های هنری حسین فرهادپور، می‌توان به موارد زیر اشاره کرد:
همکاری با برنامه گل‌ها، همکاری با ارکستر فرامرز پایور، همکاری با «ارکستر سازهای ملی»، همکاری با «ارکستر وزارت فرهنگ و هنر» به سرپرستی فرامرز پایور، اجرا در کشورهایی نظیر: فرانسه، ایتالیا، مجارستان، لهستان، رومانی، تونس، مراکش، الجزایر، مصر، کویت و بحرین، ساخت موسیقی برای چندین فیلم و سریال تلویزیونی

## آثار
حسین فرهادپور در بسیاری از آثار موسیقی زمان خود حضور داشته‌است که برخی از آنان عبارتند از:
- آهنگسازی و نوازندگی در آلبوم موسیقی «بامدادیان» به خوانندگی علی رستمیان
- نوازندگی در آلبوم موسیقی «مویه و سه گاه» به خوانندگی علی رستمیان
- نوازندگی در آلبوم موسیقی «هفت پیکر» به آهنگسازی فرامرز پایور
- نوازندگی در آلبوم موسیقی «۲۰ سال با آثار پرویز مشکاتیان» به آهنگسازی پرویز مشکاتیان
- نوازندگی در آلبوم موسیقی «چهار باغ» به آهنگسازی فرامرز پایور و خوانندگی علی رستمیان
- تنظیم آهنگ و نوازندگی در آلبوم موسیقی «یوسف کنعان» به آهنگسازی علی رستمیان و بابک یاسی و خوانندگی علی رستمیان
- تنظیم آهنگ و نوازندگی در آلبوم موسیقی «تمنای وصال» به آهنگسازی و خوانندگی عبدالحسین مختاباد
- نوازندگی در آلبوم موسیقی «همنوازی استادان» به آهنگسازی فرامرز پایور و غلامحسین درویش
- نوازندگی در آلبوم موسیقی «آثار درویش خان ۲ و ۳» به آهنگسازی غلامحسین درویش
- نوازندگی در آلبوم موسیقی «شب مهتاب» به آهنگسازی فرامرز پایور، علی‌اکبر شیدا و امیر جاهد و خوانندگی علی رستمیان
- نوازندگی در آلبوم موسیقی مقام صبر به آهنگسازی پرویز مشکاتیان (گروه عارف) و خوانندگی علیرضا افتخاری
- نوازندگی در آلبوم موسیقی «ارغوان» به آهنگسازی فرامرز پایور و خوانندگی علی رستمیان
- نوازندگی در آلبوم موسیقی «حکایت دل» به آهنگسازی علی‌اکبر شیدا و فرامرز پایور و خوانندگی علی رستمیان
- نوازندگی در آلبوم موسیقی دل شیدا به خوانندگی شهرام ناظری
- نوازندگی در آلبوم موسیقی لیلی و مجنون به خوانندگی شهرام ناظری
- نوازندگی در آلبوم موسیقی «پرده عشاق» به خوانندگی حمیدرضا نوربخش
- نوازندگی در آلبوم موسیقی «ایران زمین» به خوانندگی بیژن بیژنی
- نوازندگی در آلبوم موسیقی «ای عاشقان» به آهنگسازی و تنظیم مهرداد دلنوازی و خوانندگی علیرضا براتیان

### موسیقی فیلم
- برنامهٔ تلویزیونی «دو + دو» کارگردان پرویز کاردان (۱۳۵۳)[۶]
- مجموعهٔ تلویزیونی مرد اول، کارگردان: پرویز کاردان (۱۳۵۴)[۶]
- مجموعهٔ تلویزیونی اشک تمساح، کارگردان: احمد نجیب‌زاده (۱۳۵۸)[۶]
- فیلم سینمایی ستاره دنباله‌دار، کارگردان: سیروس کاشانی‌نژاد (۱۳۶۱)[۶]
- فیلم سینمایی پرچمدار، کارگردان: شهریار بحرانی (۱۳۶۳)[۶]
- مجموعهٔ تلویزیونی میهمان، کارگردان: خسرو ملکان (۱۳۷۰)[۶]
- مجموعهٔ تلویزیونی تعطیلات نوروزی، کارگردان: خسرو ملکان (۱۳۷۱)[۶]

## درگذشت
حسین فرهادپور روز شنبه ۷ تیر ۱۳۸۲ در سن ۶۵ سالگی در اثر سکته قلبی درگذشت. پیکر او صبح روز یکشنبه ۸ تیر ۱۳۸۲ از مقابل بیمارستان مدرس تهران به سمت قطعه هنرمندان بهشت زهرا تشییع و به خاک سپرده شد.